# Fukase (软件)
Fukase（ふかせ）是日本唱片公司Lastrum和Tokyo Fantasy根据其签约创作歌手Fukase为原型而制作的歌声合成软件Vocaloid歌声库组合，此组合是由日本乐器公司雅马哈开发并由其销售公司雅马哈音乐日本于2016年1月28日发行。Fukase的虚拟形象是由日本Pixiv用户Mikuma创作的同名虚构人物。

## 版本
| 年份                       | 产品                          | 语音库                                       | 引擎       | 平台                        | 操作系统      |
| 歌声合成                   | 歌声合成                      | 歌声合成                                     | 歌声合成   | 歌声合成                    | 歌声合成      |
| -------------------------- | ----------------------------- | -------------------------------------------- | ---------- | --------------------------- | ------------- |
| 2016年                     | 《Vocaloid 4 Library Fukase》 | - Fukase_J_Normal - Fukase_J_Soft - Fukase_E | Vocaloid 4 | Vocaloid 4 Editor及后续版本 | Windows macOS |
| 2016年                     | 应用内购项目                  | - Fukase JP - Fukase EN                      | ——         | Mobile Vocaloid Editor      | iOS iPadOS    |
| 「——」表示不适用或不确认。 |                               |                                              |            |                             |               |

- 《Vocaloid 4 Library Fukase》是日本乐器公司雅马哈开发的歌声合成软件Vocaloid歌声库组合，此组合包含三部歌声库，日语的「Fukase_J_Normal」和「Fukase_J_Soft」，英语的「Fukase_E」，三部歌声库的推荐节奏在每分钟80至160拍之间，推荐音域在F2至A3之间，日语歌声库在Vocaloid 4 Editor中支持交叉合成。同时产品附带一款工作插件Electronica-Tune，和指导用户调声翻唱Sekai no Owari歌曲〈Starlight Parade〉的手册。[1]

- 「Fukase JP」和「Fukase EN」是两部針對流動應用程式Mobile Vocaloid Editor适配的歌声库，作為应用内购项目于2016年7月1日发行。[2]

## 开发

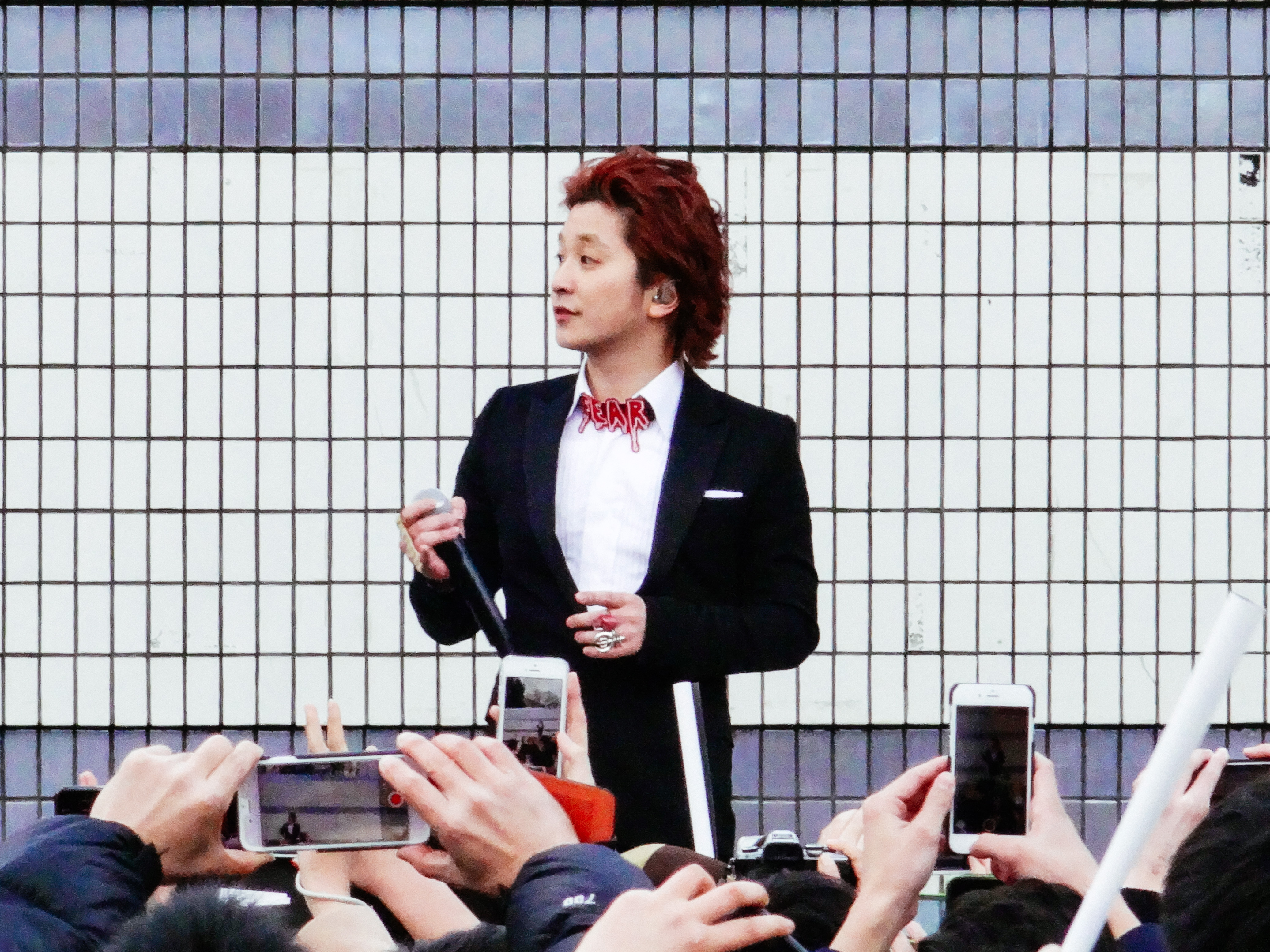
创作歌手Fukase，摄于2015年。

2013年，创作歌手Fukase的经纪公司Tokyo Fantasy向雅马哈提出根据Fukase为原型来开发一款Vocaloid歌声库的计划，并且经纪公司考虑到Sekai no Owari在海外拥有众多爱好者，甚至本土也有英语的需求，便决定歌声库的演唱语言为日语和英语两种。但由于Fukase在乐团的行程繁多，便很难抽出时间来录制产品的歌声样本，录制也断断续续进行了6、7次。歌声库是由雅马哈Vocaloid项目组的吉田雅史开发，与雅马哈的英语歌声库Cyber Diva同期开发，日语的歌声库被分为Normal和Soft两种，Normal是以复原Fukase的发音和歌声而开发，Soft是为了丰富歌声气息感而开发，此外，吉田雅史原先有构想一部歌声强有力的歌声库，但最终被整合至Normal里的高音阶取样，吉田雅史为了英语歌声库的发音能足够地道，便找了专业人士让Fukase练习英语发音。此外，项目组的橘诚还开发了一款工作插件Electronica-Tune，可以效仿Fukase在早期作品的自動調諧风格。

### 宣传
Fukase的虚拟形象由日本Pixiv用户Mikuma创作的同名虚构人物。2015年8月4日，雅马哈公布Fukase的信息，并与日本虛擬社群网站Pixiv合作开展募集虚拟形象的活动，创作主题是“如果Sekai no Owari主唱Fukase变成Vocaloid会是怎样？”，活动日期截止至8月31日。2015年9月18日，Pixiv公布优胜作品是由用户Mikuma创作的人物设计。
2016年1月8日，为Fukase发售预热而邀请Vocalo-P创作的演示曲通过音乐视频公开于视频分享网站。
1. 〈The Day I Became a Monster〉（僕がモンスターになった日）/ 3分20秒/ Rerulili（れるりり）作词曲[12]
2. 〈Sekai no Hajimari〉（世界のはじまり）/ 3分28秒/ CaptainMirai（キャプテンミライ）作词曲[13]
3. 〈Alice〉（アリス）/ 3分43秒/ Altos作词曲[14]
4. 〈Set Me Free〉/ 6分43秒/鼻SoumenP作词曲[15]

## 其他媒体

### 音乐合辑
| 《Vocaloid Fukase 〜The Greatest Hits〜》 （演出者：群星） | - 发行日期：2016年3月3日 - 唱片公司：Lastrum - 格式：CD，串流，数字下载 | 41 |  |  |
| 「——」表示专辑未上榜或未在该地区发行。                     |                                                                         |    |  |  |

## 反响
给Fukase创作演示曲的日本Vocalo-P们给出了使用心得，Altos评价Fukase的歌声在众多Vocaloid歌声库中十分独特，Fukase的Soft歌声库会比Normal更具影响力，不仅适合摇滚乐和電子舞曲的音乐类型，还适合巴薩諾瓦和民谣等原音乐类型，Reruili同样更青睐Soft歌声库，认为Soft的声音富有气息感且有慵懒的感觉，尽管使用起来有一点的难度，但与管弦乐混音在一起效果良好。